# عصب تحت القذال
العصب تحت القَذَال (بالإنجليزية: Suboccipital nerve)‏ هوَ الفَرع الرئيسي الظهراني للعصب الرقبي الأول (C1)، حيثُ يَخرج من النُخاع الشوكي بين الجُمجمة والفقرة العُنقية الأولى «الأطلسية».
يَقع هذا العصب داخِل المثلث تحت القَذَالي جنباً إلى جنب مع الشريان الفقري الذي يدخل الثقبة العظمى، ويقوم هذا العصب بِتغذية عضلات المثلث تحت القذالي، وهيَ العضلة المستقيمة الرأسية الخلفية الكبيرة وَالعضلة المائلة العلوية للرأس وَالعضلة المائلة السفلية للرأس، كما أنهُ يقوم بتعصيب العضلة المستقيمة الرأسية الخلفية الصغيرة.